# Merrem Peak
Merrem Peak är en bergstopp i Antarktis. Den ligger i Västantarktis. Inget land gör anspråk på området. Toppen på Merrem Peak är 3 000 meter över havet.
Terrängen runt Merrem Peak är bergig åt nordost, men åt sydväst är den kuperad. Trakten är obefolkad. Det finns inga samhällen i närheten.